# Skålleruds församling
Skålleruds församling var en församling i Melleruds pastorat i Dalslands kontrakt i Karlstads stift. Församlingen låg i Melleruds kommun i Västra Götalands län (Dalsland). 1 januari 2025 uppgick församlingen i Melleruds församling.

## Administrativ historik
Församlingen hade medeltida ursprung.
Församlingen var till 1 maj 1927 annexförsamling i pastoratet Ör, Dalskog, Gunnarsnäs, Holm, Skållerud och Järn, som till omkring 1550 även omfattade Mustasäters och Östanå församlingar. Från 1 maj 1927 till 1962 var församlingen annexförsamling i pastoratet Holm, Skållerud och Järn för att därefter till 2013 utgöra ett eget pastorat. Församlingen ingick från 2013 i Melleruds pastorat.
1 januari 2025 uppgick församlingen i Melleruds församling.

## Kyrkor
- Skålleruds kyrka